# 汪昌桂
汪昌桂（1914年3月25日—1987年4月29日），字春章，江西省永新县里田镇洋溪新居村人。中国人民解放军开国大校。当选为湖北省人大代表、湖北省政协委员。

## 生平
历任任儿童团团长、少先队队长。1929年10月参加中国工农红军，历任战士、班长、红一军团红三军九师二十七团三连二排排长、连长、副营长、营长等。参加中央红军长征遵义战斗和吴起镇战斗。
1930年8月加入中国共产主义青年团。1931年11月转党。 
行政八级。1955年被授予大校军衔，荣获二级八一勋章、二级独立自由勋章、二级解放勋章。1973年5月离职休养。1982年经中央军委批准按正军职待遇。在湖北省军区元宝山干休所休息。因腹主动脉破裂出血病逝。